# Szöveg
A szöveg megfelelője gyakorlatilag az összes európai nyelvben "Text" (különböző írásképekkel a nemzeti helyesírás miatt), ami a latin "textum" szóból ered, amely szó eredeti jelentése: szövet, szöveg. A magyarban a nyelvújítás idején a jelentést magyar szóval jelöltük. A szöveg egy összefüggő és a környezetétől jól elhatárolt vagy elhatárolható megnyilvánulás, kijelentés írott vagy tágabb értelemben nem írott de (le)írható nyelven. A nem feltétlenül írott, de leírható szövegre példa a dalszöveg, egy film szövege vagy improvizált színházi szöveg.
Egy szöveg ábrázolásához szükség van írásra is, amely eszköztárával (pl. betűkkel) fonémákat, szótagokat, ill. szavakat és fogalmakat kódol. Különböző kultúrák és korok erre a célra különböző jelrendszert használnak. A szöveg egyik legfontosabb és megkerülhetetlen (immanens) tulajdonsága, amelyet mind az író mind az olvasó kénytelen követni (ha a szöveget olvasni akarja) a linearitás.
Az írott szöveg az emberiség történelmében hatalmas előrelépés, hiszen így a történelme folyamán egyedüli módon lehetővé vált az információ személytől térben és időben független tárolása szemben a szájhagyománnyal, amely mind térben mind időben adott személyhez vagy személyekhez kötött. A történelemről ránk maradt információk legnagyobb része a 20. századig írásos szövegemlékekből áll. Azok a szövegek, amelyek olyan kultúráktól származnak, ahol az írásos információrögzítés létezik, a szövegek felépítése alapvetően különbözik az olyan kultúrák szövegeitől, ahol információk csak szájhagyomány útján maradtak fenn. A társadalomtudományokban a szöveges hagyomány nélküli kultúrákat nagyrészt az ókori ill. történelme előtti kultúrákhoz sorolják. Így a társadalomtudományban létezik a kultúrának egy olyan fontos meghatározása, amelynek alapjául közvetetten bár de a szöveg szolgál.